# Tiarocarpus
Tiarocarpus is een geslacht uit de composietenfamilie (Asteraceae). De soorten komen voor in Afghanistan.

## Soorten
- Tiarocarpus hymenostephanus Rech.f.
- Tiarocarpus neubaueri (Rech.f.) Rech.f.
- Tiarocarpus tragacanthoides (Rech.f. & Gilli) Rech.f.